# Новый Затонский мост
Новый Затонский мост — автодорожный мост через реку Белую в городе Уфе на Сафроновской переправе. В 20 м севернее находится Затонский мост. На обоих мостах имеется троллейбусная контактная сеть.
Движение по трём полосам моста организовано на въезд в город.

## История
Построен в 2013–2016 АО «Уралмостострой» по проекту АО «Институт «Гипростроймост».
Открыт Главой Республики Башкортостан Рустэмом Хамитовым и Министром транспорта Российской Федерации Максимом Соколовым 7 октября 2016.
Бюджет строительства моста составил 5 млрд рублей, из которых 1,5 млрд рублей — от сборов системы «Платон», выделенных Башкортостану Правительством Российской Федерации в размере 12 млрд рублей.